# Taiwanische Küche
Als taiwanische Küche (Han-Schrift: 臺灣菜, Pe̍h-ōe-jī Tâi-oân-chhài, Pinyin: Táiwān cài) bezeichnet man die Koch- und Esstraditionen von Taiwan. Sie sind geprägt durch die unterschiedlichen ethnischen Einflüsse wie die der Küche der Han (Hoklo, Hakka und anderer Gruppen), der Austronesier Taiwans und der Japaner.

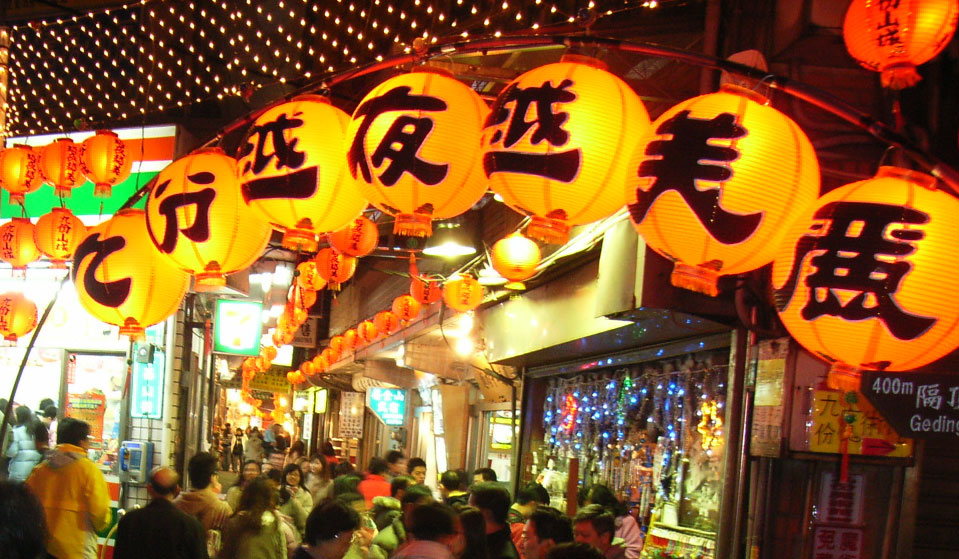
Restaurant für Rindfleischnudeln in Jiufen

## Zutaten und Kultur

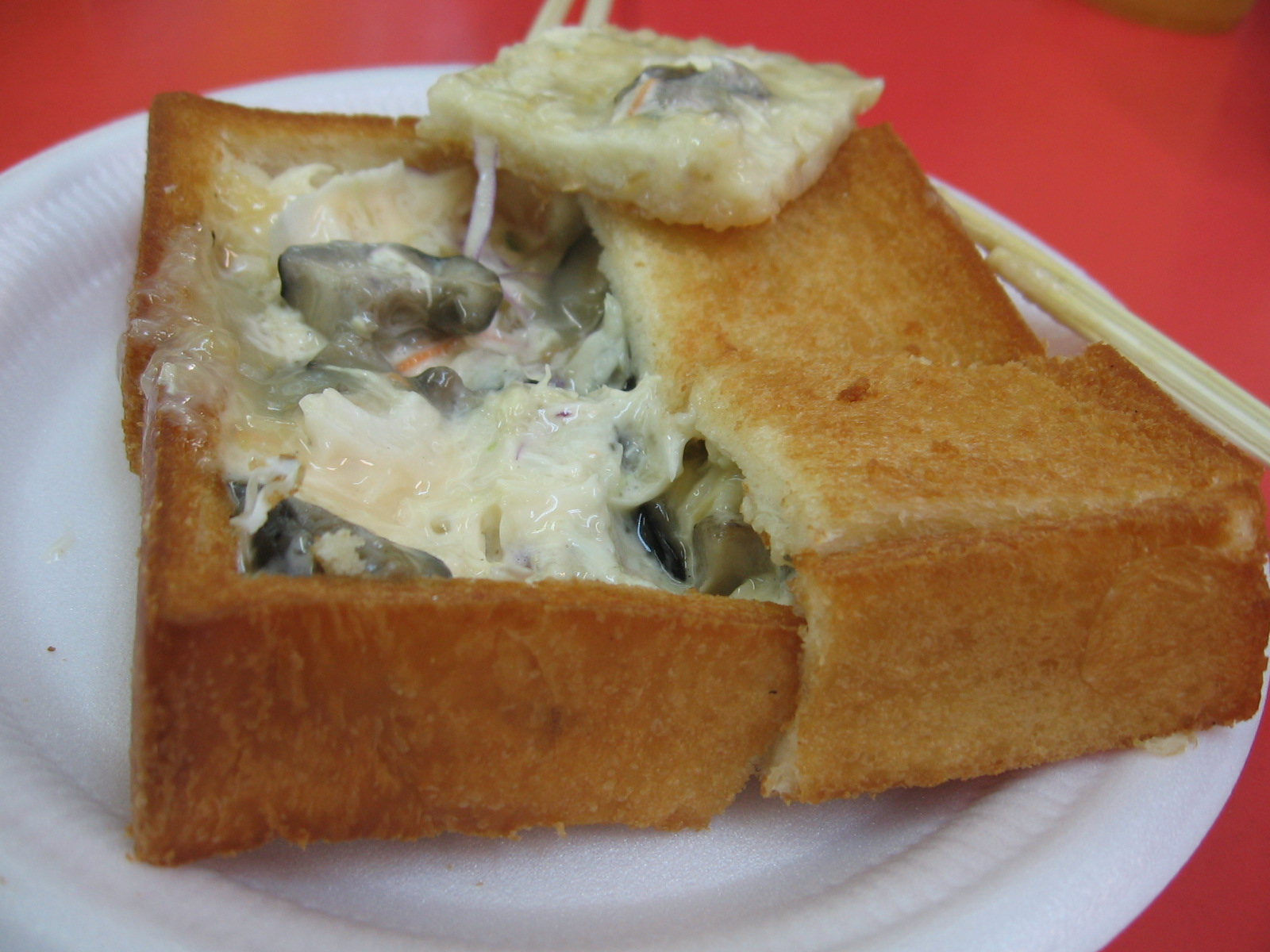
"Sargbrot"

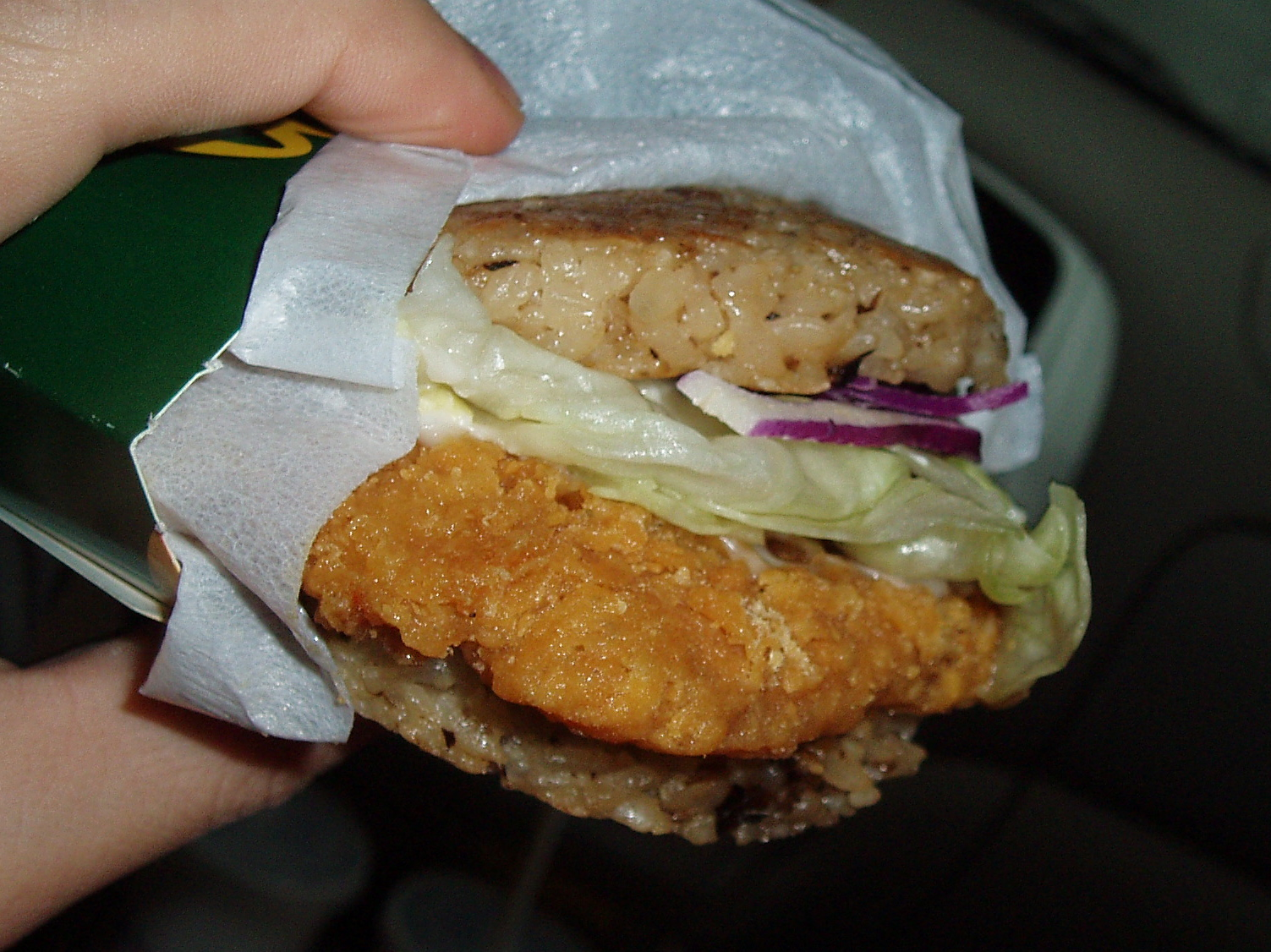
Reisburger

Schweinefleisch, Reis, Sojabohnen sind häufig benutzte Zutaten, wie in einigen anderen asiatischen Küchen auch. Rindfleisch war früher weniger verbreitet und einige Taiwaner (besonders die ältere Generation) vermieden sogar, es zu essen. Gründe hierfür waren der Einfluss des Buddhismus und die Abneigung gegen das Schlachten von Rindern aufgrund ihres Nutzens für die Landwirtschaft und der dadurch bedingten emotionalen Verbundenheit. Heute ist Rindfleisch in Taiwan jedoch ebenso populär wie alle anderen gängigen Fleischsorten.
Die taiwanische Küche ist auch durch die geographische Lage beeinflusst. Das Leben auf einer dichtbesiedelten Insel veranlasste die Taiwaner, neben landwirtschaftlichen Produkten nach Proteinquellen zu suchen, die sie in Meeresfrüchten fanden. Die Vielfalt der verspeisten Meeresfrüchte erstreckt sich über große Fische wie Thunfisch und Zackenbarsche zu Sardinen und noch kleineren Fischen wie Anchovis, Krebstiere, Kalmare und Sepien (Tintenfischen).
Wegen der subtropischen Lage Taiwans gibt es in Taiwan eine große Vielfalt an Früchten wie Papayas, Melonen und Zitruspflanzen. Andere landwirtschaftliche Produkte sind Reis, Mais, Tee, Geflügel, Schweinefleisch, Rindfleisch, Fisch und weitere Früchte und Gemüsearten.
Typisch asiatische Zutaten, die sich auch in der taiwanischen Küche wiederfinden, sind u. a.: Sojasauce, Reiswein, Sesamöl, Douchi, in Essig eingelegte Radieschen, Erdnüsse, Chilipfeffer, Petersilie und eine lokale Art des Basilikums.

## Weltweit
Taiwanisches Essen findet sich auch im Ausland. Es gibt nicht nur Restaurants, die allgemeine taiwanische Reis-, Nudel- oder Fleischgerichte bieten, sondern auch die, die sich auf eine bestimmte Art spezialisieren, wie z. B. Baohaus (Gua-Bao) und Comebuy (Bubble Tea). 
Zu den beliebtesten Gerichten oder Getränken zählen Reis mit gepökeltem Fleisch, Rindfleischnudelsuppe, Austernomelett, Bubble Tea, Milchfisch, Danzai-Nudeln, Shengchianpao, Gua-Bao, Eiseneier, gekochter Tempura, Bah-uân, frittiertes Hähnchen, Lauchzwiebelnpfannkuchen, Austernvermicelli, Stinkender Tofu, Süßkartoffeln, Flockeneisberg mit Früchten, gebackene Pfeffertaschen mit Schweinefleischfüllung, Klöße von Din Tai Fung, Fischklößchensuppe, in Kräutern gedämpfte Rippchen, Kräutersuppe mit Spareribs, Gänsefleisch, Ting-pian-ts'o, Fleischwürstchen in Klebreiswurst, Mochi, gepökeltes Essen, Sonnenkuchen, Klebreiszylinder, taiwanisches Frühstück mit frittiertem Teig im gebackenen Sesamkuchen, Schweineblutpudding mit Klebreis,  Drei-Tassen-Hähnchen, Tamsui-Agei, Pan-tiao, großes, frittiertes Hähnchen „Hot Star“, Tintenfisch, P'itan-Tofu, gedämpfte Frühlingsrolle, scharfer Feuertopf, Tiger-Gua-Bao mit Hähnchen, Reis im Hähnchenflügel, große Klopse, Brötchen der Wu-Pao-Chun-Bäckerei und Bentō.

## Spezielle Gerichte einiger Städte
- Chiayi: Truthahn-Reisbällchen (雞肉飯,  jīròufàn, Pe̍h-ōe-jī Ke-bah Png7) sind Gerichte mit Reis und Truthahnstückchen dazu, oft auch mit Daikon-Beilage. (Daikon ist eine ostasiatische Riesenrettichsorte.)
- Hsinchu: Schweinefleischbällchen (貢丸,  gòngwán, Pe̍h-ōe-jī Kòng-oân) werden in der Regel in einer Suppe serviert. Eine weitere Spezialität sind Reisnudeln (米粉,  mǐfěn), serviert mit Pilzen und Hackfleisch.
- Daxi: Daxis Trockentofu (大溪豆干,  Dàxī dòugān) gibt es in zwei Varianten: einfach getrockneter Tofu und gewürzt getrockneter Tofu. Trockentofu wird als Gericht oder auch als Imbiss gegessen.
- Taichung: Sonnenkekse (Sonnenkuchen) sind das bekannteste Gebäck Taichungs. Es ein Schichtengebäck mit einer süßen Füllung aus Melasse in der Mitte.
- Tainan: Schweinshaxe (豬腳肉,  zhūjiǎoròu, Pe̍h-ōe-jī Ti-kha-bah), Tainan-Nudeln (台南擔仔麵,  Táinán dān zǐ miàn, Pe̍h-ōe-jī Tâi-lâm Tàⁿ-á-mī), Krabben- und Fleisch-Klöße (蝦仁肉丸,  xiārénròuwán, Pe̍h-ōe-jī Hê-jîn-bah-oân) und Krabbenbrot sind einige der bekanntesten Spezialitäten Tainans. Ein anderes bekanntes Gericht ist der „Ölige Reis“, ein Reisgericht mit Bohnenkraut und Schweinefleisch. „Sargbrot“ (棺材板,  guāncáibǎn) ist vergleichbar mit dem Armen Ritter, jedoch mit Bohnenkraut gefüllt, sowie Rindfleisch mit schwarzem Pfeffer oder Curryhuhn. Das dick geschnittene Brot wird in Ei getunkt, frittiert, an drei Seiten eingeschnitten und gefüllt.

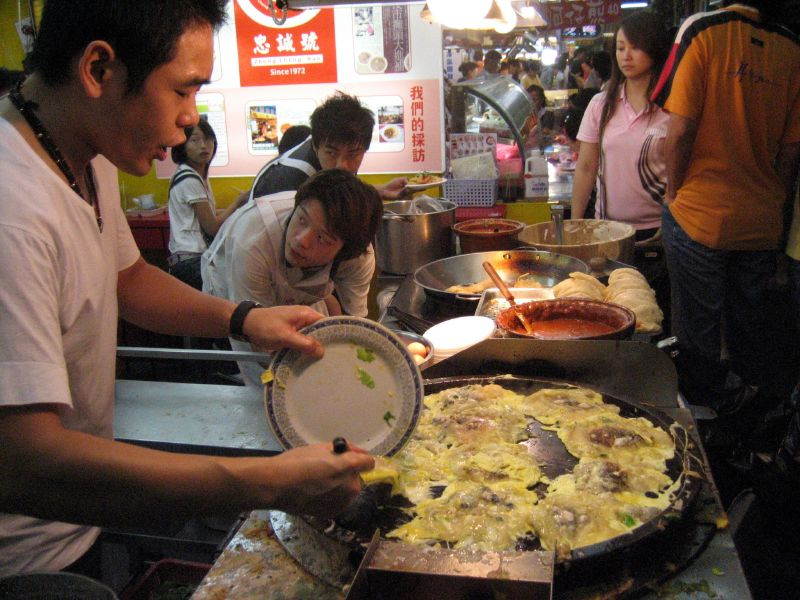
Austernomelett am Shilin-Nachtmarkt

## Typische Gerichte generell
- Yóuyú Gēng (魷魚羹, Pe̍h-ōe-jī Jiû-hî keⁿ) – verdickte Suppe mit in Fischpaste eingewickelten Sepien
- Kézǎijiān (蚵仔煎, Pe̍h-ōe-jī ô-á-chian) – Austernomelett aus Eiern, Austern und Chrysanthemenblättern. Das Omelett ist weich und etwas klebrig und wird mit einer süß-mittelscharfen Soße und manchmal mit Koriander gegessen. Dieses Gericht ist auf den Nachtmärkten Taiwans weit verbreitet und gilt am ehesten als Nationalgericht.[2]
- Kézǎi Miànxiàn (蚵仔麵線, Pe̍h-ōe-jī ô-á mī-sòaⁿ) oder auch "Austernvermicelli" ist eine verdickte Suppe mit kleinen Austern und taiwanischen Vermicelli.
- Wūmǐgāo bzw. Hēimǐgāo (烏米糕 bzw. 黑米糕) – ein Gericht aus Schweineblut und Reis. Es wird in der Regel rechteckig geschnitten, auf einen Spieß gesteckt und mit Erdnussbutter, scharfer Soße oder Koriander verkauft.
- Lǔròu fàn (魯肉飯, Pe̍h-ōe-jī Lló·-bah-pn̄g) – gewürfeltes, fettes Hackfleisch, wird in Sojasoße gekocht und auf Reis serviert.
- Dàcháng Bāo Xiǎocháng (大腸包小腸, Pe̍h-ōe-jī Tōa-tn̂g Pau Sió-tn̂g – „Kleine Würstchen in großen Würstchen“)
- Sānbēijī (三杯雞 – „Drei-Becher-Huhn“) – ein Hühnchengericht, welches seine Namen wegen der Zutaten drei Becher Reiswein, Sesamöl und Sojasoße hat; alternativ statt Sesamöl auch Zucker
- Càipúluǎn (菜脯卵, Pe̍h-ōe-jī Chhài-pó͘-nn̄g – „Gericht mit Brust und Ei“) – ein taiwanisches Gericht, das auch gerne mit Radieschenomelett gegessen wird
- Guāzǐròu (瓜仔肉, Pe̍h-ōe-jī Koe-á bah – „Gurke mit jungem Fleisch“) – gekochte Schweinefleischpastetchen mit Gurken

### Desserts

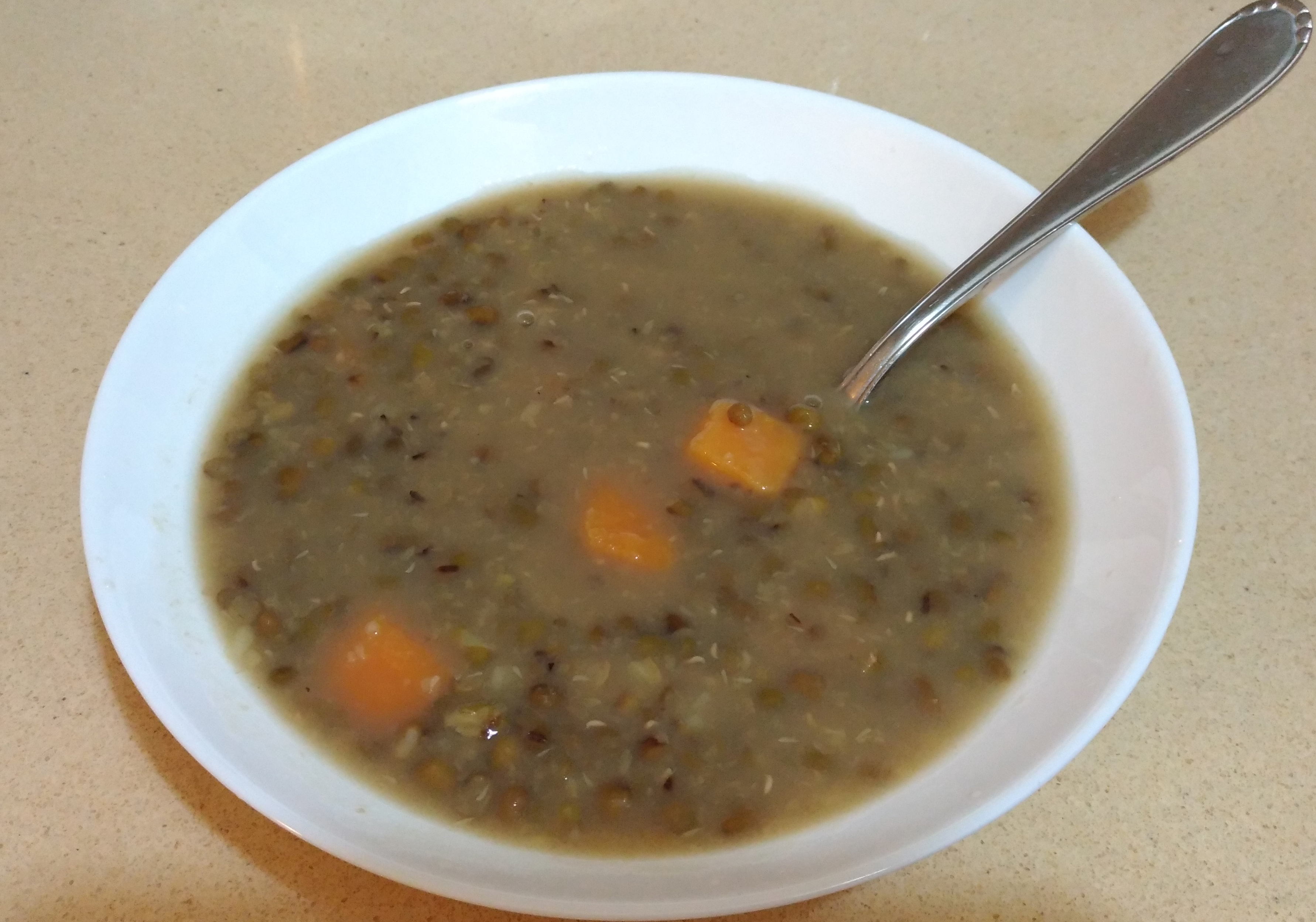
Taiwanische Mungbohnensuppe mit Süßkartoffelkugeln

- Xiāncǎo (仙草, Pe̍h-ōe-jī Sian-chháu – „Heilkraut der Unsterblichen, Engelskraut“) – ein dunkles Getränk auf der Grundlage "Unsterblichen-Heilkraut" (Platostoma palustre) mit Geleestückchen
- Àiyùbīng (愛玉冰, Pe̍h-ōe-jī ò-giô-peng) – ein Gelatinedessert aus den Samen einer feigenähnlichen Frucht auf Eis
- Yùzǐbīng (芋仔冰, Pe̍h-ōe-jī ō͘-á-peng oder auch 芋冰,  yùbīng, Pe̍h-ōe-jī ō͘-peng) – ein Dessert aus gefrorener Taropaste
- Mungbohnensuppe  (綠豆湯, Pe̍h-ōe-jī lik-tāu thng) – kühle oder kalte Mungbohnensuppe mit Zucker

Viele Speisen zählen als Imbiss wie die kantonesischen Dim Sum oder die spanischen Tapas. Solche Gerichte sind meist leicht gesalzen, mit viel Gemüse und wenig Fleisch oder Meeresfrüchten.
Vegetarische Restaurants haben eine große Auswahl an speziellen buddhistischen Gemüsegerichten.
Grillen (焢窯,  Kòngyáo, Pe̍h-ōe-jī khòng-iâu) hat in Taiwan eine lange Tradition. Es gibt eine moderne Variante, die dem westlichen Grillen ähnelt, und eine traditionelle, bei der Erdklumpen zusammengehäuft werden und Holz und Kohle im Haufen entzündet werden. Wenn die Klumpen rot leuchten, werden beispielsweise Süßkartoffeln, Taro, Yams und/oder Huhn in einem Eimer im Haufen gegart.

## Nachtmarktgerichte
Taiwans bekannteste Gerichte werden auf den Nachtmärkten verkauft, wo Straßengeschäfte Essen in großer Vielfalt von "Finger Food" (Fingeressen) über Süßigkeiten bis Getränke verkaufen. Es gibt u. a. auch Brötchen mit einer Füllung aus gekochten oder frittierten Fleisch, Austernomelette und pures Wassereis mit Früchten. Neben Aperitifs, Imbissen, Snacks, Desserts und ganzen Gerichten, werden auf den Nachtmärkten auch Kleidung, Accessoires und viele weitere Gegenstände verkauft.
- Chòu Dòufǔ (臭豆腐, Pe̍h-ōe-jī chhàu tāu-hū – „Stinkender Tofu“) – Das Aroma Stinkenden Tofus ist für Ausländer anfangs recht ungewöhnlich und unangenehm. Bei der Zubereitung wird Tofu frittiert, dann in der Mitte ein Loch geschnitten und Gemüse und Salat reingelegt.
- Roùyuán (肉圓 – „Fleischbällchen“) – ein gallertartiger Ball gefüllt mit Schweinefleisch, Bambussprossen, Shiitake und süßen Soßen
- Gekochter Maiskolben – sehr häufig auf Nachtmärkten erhältlich
- Taiwanische Würstchen – fette Schweinswürstchen mit süßem Geschmack und verschiedenen Soßen, manchmal auch in klebrigen Reis eingerollt
- Cōngyóubǐng – (蔥油餅 – „Frühlingszwiebelkuchen“) – Mehlpfannkuchen mit Frühlingszwiebeln, ursprünglich vom Festland
- Kalmare oder Fisch am Stiel – oft mariniert, dann gegrillt
- "Gehobeltes Eis" – ein populäres Dessert aus gehobeltem Wassereis und verschiedenen Früchten oder süßen Soßen
- Tempura (天麩羅,  tiānfūluó – „Tempora = Fastenzeit“) – aus Speisestärke und Hackfleisch
- Taiwanisches Crêpe – knusprige Mehlcrêpe mit verschiedenen Füllungen wie z. B. Meeresfrüchten, ähnlich der Frühlingsrolle
- Frittierte Gelatinereisbällchen – leicht süßer Geschmack
- Frittierte Hühnerstückchen – kleine Stücke Huhn mit Pfeffer und Basilikum
- Schawarma (沙威馬,  shāwēimǎ) – ein Sandwich mit gewürztem und gegrilltem Hühnchen auf einem Mehlteig, mit julieniertem Weißkohl, Tomatenscheiben, Zwiebelscheiben, Ketchup und Mayonnaise. Das Gericht stammt ursprünglich aus dem arabischen Raum (siehe Arabische Küche), hat sich aber davon geschmacklich anders entwickelt.

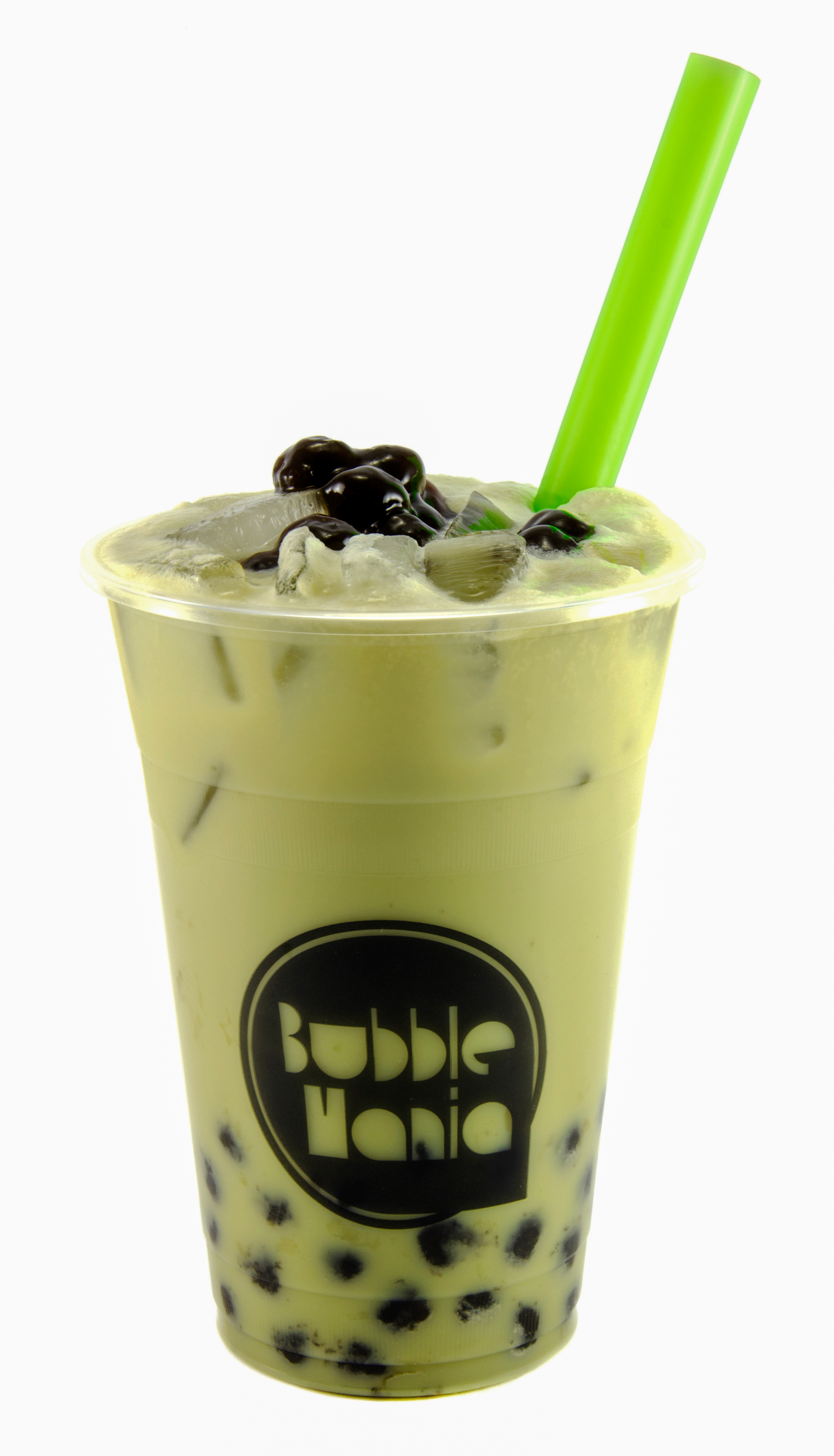
Bubble Tea

## Getränke
Bubble Tea (Pearl Milk Tea oder Boba) ist ein taiwanisches Getränk auf der Basis von gesüßtem grünem oder schwarzem Tee, das häufig mit Milch und Fruchtsirup versetzt und wie ein Milchshake zubereitet wird. Die Besonderheit dieses Getränks, das mit Trinkhalm getrunken wird, besteht in zugesetzten farbigen Kügelchen aus Tapioka oder einer anderen Speisestärke, bzw. den Popping Bobas, Kügelchen aus Alginat mit einer flüssigen Füllung, die beim Zerbeißen platzen. Bubble Tea wurde Mitte der 1980er Jahre in Taiwan erfunden. Das ursprüngliche Schaumgetränk enthielt noch keine Tapiokaperlen, sondern nur Fruchtsirup oder -püree und wurde von Straßenverkäufern vor allem an Schulkinder verkauft. Einige Zeit später kamen die Tapiokakugeln hinzu.
Die taiwanische Firma HeySong stellt einen Softdrink aus Sarsaparilla her. Typisch sind auch Milchshakes aus Avocado, Milch und Zucker.